# Ноевци
Ноевци е село в Западна България. То се намира в община Брезник, област Перник.

## География
Село Ноевци се намира на 20 километра северозападно от областния град Перник и 50 километра от столицата – София. То стои на 7 км от общинския център Брезник и е единственото село в общината с основно училище.
Селото е благоустроено и има вид на селище от градски тип с много обществени сгради – съвет, здравна служба, читалище, училище и магазини. Селото в миналото наброява около 1200 жители, но сега се обитава от около 480 жители и жилищният фонд е предостатъчен.
От 20 села в Брезник, тук се намира единственото кметство. Останалите села в района са с кметско наместничество. 
Селото има хубаво местоположение в областта Граово. На север от него са плодородните ниви, а на юг – иглолистни и широколистни гори, които са извор на чист и ароматен въздух. През него минават три реки, които го освежават. През полето тече по-голямата Конска река, приток на Струма.
Близо до селото има и два микроязовира – места за отмора и риболов.
Природно богатство са каменните кариери – източник на каменни плочи за настилка.

## История
Селото има интересно минало. В землището му се намират паметници от древни времена. На сегашното си местоположение под името Ноевче е споменато в османски документи от 1576 г.
Към края на османското владичество Ноевци е чисто българско село с 43 къщи и 1480 жители.

## Културни и природни забележителности
- Кукерската група на селото е най-голямата културна забележителност, като наброява над 100 сурвакари и е истинска атракция за всички гости на селото

Селото си има и химн „Ноевски ергенчета“

## Редовни събития
- Общоселският събор на Петдесетница, съпроводен с футболна среща между млади и ветерани, а също така и с музикална програма.
- На 14 януари се провежда древния обичай „Сурова“, като вечерта на този езически празник се представят редица програми, завършващи със заря и фойерверки.

Ноевци си има и стадион – „Черногорец“, на който се играят мачове с отбори от околните села. Детският отбор за деца от трети до седми клас вече не съществува.

## Произход и значение на селищното име
Известният наш учен Йордан Заимов в „Заселване на българските славяни на Балканския полуостров – проучване на жителските имена на българската топонимия“, издание на БАН, София, 1967 г. стр. 252 пише: „Ноевци....турско наименование Нойовча регистрирано 1576 г. от личното име Нойо, Ной, известно и в Сливен и в Хасково, вероятно от Но-вак“.
В „Селищни имена в Пернишки регион“, автор Иван Ерулски, ИК „ЯСИЯ“, Перник 1997 г. стр. 39: "Ноевци – село в Община Брезник, засвидетелствоно в турски документи през 1576 г. под формата на Нойовъча. През 1606 г. под формата Ноифче.